# Ruth Ella Moore
Ruth Ella Moore (ur. 19 maja 1903 w Columbus, Ohio, zm. 19 lipca 1994 w Rockville) – bakteriolożka, która w 1933 roku została pierwszą Afroamerykanką, która uzyskała tytuł doktora nauk przyrodniczych. Była profesorem i kierownikiem Katedry Bakteriologii na Howard University. Publikowała prace na temat gruźlicy, immunologii i próchnicy zębów, odpowiedzi mikroorganizmów jelitowych na antybiotyki oraz grupy krwi Afroamerykanów.

## Życiorys
Ruth Ella Moore urodziła się w 1903 roku w Columbus w stanie Ohio w rodzinie Williama E. i Margaret Moore. Była córką matki artystki i krawcowej (absolwentki Columbus State College of Art and Design), która przywiązywała wielką wagę do edukacji. Ruth i jej dwaj starsi bracia, Donovan L. i William E. Moore, kształcili się w szkołach publicznych w Columbus.
Uzyskała tytuły licencjata i magistra na Uniwersytecie Stanowym Ohio odpowiednio w 1926 i 1927 roku.
Ruth Moore wykonała pracę doktorską na temat gruźlicy na Ohio State University i uzyskała tytuł doktora bakteriologii w 1933 roku, co uczyniło Moore pierwszym Afroamerykaninem obu płci, który tego dokonał; została też pierwszą Afroamerykanką, która uzyskała tytuł doktora nauk przyrodniczych.
Podczas studiów podyplomowych Ruth Moore pracowała jako instruktorka w Tennessee State College (obecnie Tennessee State University) w Nashville. Uczyła tam języka angielskiego i higieny. Została zatrudniona jako adiunkt w Howard University Medical College w 1940 r. Pracowała na stanowisku Kierownika Zakładu Bakteriologii od 1952 do 1958 roku. W tym okresie otrzymała tytuł profesora nadzwyczajnego.
Wykładała i prowadziła badania na Howard University aż do przejścia na emeryturę w 1973 roku. Jej badania skupiały się na grupach krwi oraz Enterobacteriaceae. Prace Moore’a przyczyniły się do pokonania gruźlicy.
Zdobyła również dwa dodatkowe stopnie honorowe. Obejmowały one doktora literatury z Oberlin College i doktora filozofii na Uniwersytecie Gettysburg w 1973 roku.
Była członkinią American Association of Science, American Society of Immunology i American Society of Microbiology. Była również biegła jako krawcowa, była znana z tego, że szyła większość tego, co nosiła. Kilka z jej ubrań zostało zaprezentowanych w The Sewer's Art: Quality, Fashion and Economy w 2009 roku.
Ruth Ella Moore zmarła 19 lipca 1994 roku w wieku 91 lat w Rockville.
Została wymieniona w upamiętnieniu przygotowanym przez Senat USA 27 kwietnia 2005 roku.